# Saint-Nazaire Volley-Ball Atlantique
O Saint-Nazaire Volley-Ball Atlantique é um clube de voleibol masculino francês fundado em 1972, na cidade de Saint-Nazaire, no departamento de Loire-Atlantique. Atualmente o clube disputa a Marmara SpikeLigue, a primeira divisão do campeonato francês.

## Histórico
O Saint-Nazaire Volley-Ball (SNVB) foi criado em 1972, depois renomeado Saint-Nazaire Volley-Ball Atlantique (SNVBA) em 1993.
De 1989 a 1992, pela segunda vez em sua história, o SNVB subiu ao Nationale 1A, atual Ligue A. Depois, a equipe e o clube viveram anos sombrios. Com um orçamento de 4,3 milhões de francos, a SNVBA faliu financeiramente e foi colocada em liquidação compulsória na primavera de 1993.
Retornando à Nationale B e depois pelo Nationale 1 criado mais tarde, pelo Pro B que se tornou Ligue B, a SNVBA conquista o título da segunda divisão francesa na temporada 2012–13 perdendo apenas 5 partidas e retorna a primeira divisão após 21 anos.
Duas temporadas após, o clube foi rebaixado administrativamente à Elite por questões financeiras no final da temporada 2014–15, regressando à Ligue B na temporada 2016–17 e sendo vice-campeão na temporada 2018–19.
Na temporada 2021–22 o SNVB venceu a segunda divisão do campeonato francês que dominou do início ao fim, com 18 vitórias em 20 jogos da temporada regular e apenas uma derrota em oito jogos disputados nos playoffs, e garantiu o acesso para a primeira divisão após 7 temporadas.
Em 2023, o SNVB disputou sua primeira competição continental. Na Copa Challenge de 2023–24, o clube francês enfrentou o Deya Volley da Bulgária nas oitavas de final. Na primeira partida, disputada fora de casa, a equipe liderada pelo técnico brasileiro Roberley Leonaldo perdeu o primeiro set para os anfitriões, mas conseguiu uma virada e fechou o placar em 3 sets a 1. No jogo de volta, venceu novamente a equipe búlgara, desta vez por 3–0, diante de um público de 1100 espectadores. Na fase seguinte, o SNVB foi eliminado nas quartas de final pelo Projekt Warszawa da Polônia, sofrendo duas derrotas (3–0 e 3–1).
Em sua segunda temporada na primeira divisão francesa após a ascensão em 2022, o Saint-Nazaire terminou a fase classificatória da Marmara SpikeLigue de 2023–24 na sétima colocação, avançando para os playoffs com a penúltima vaga. Após eliminar o Nantes Rezé MV nas quartas de final com três vitórias consecutivas, o SNVB alcançou a primeira final do Campeonato Francês de sua história ao derrotar o Tourcoing LM nas semifinais (2–1 no agregado na série "melhor de três"). Diante do Tours Volley-Ball – maior campeão do voleibol francês – o clube da cidade de Saint-Nazaire saiu na frente nas finais ao vencer a partida de ida jogando em casa, pelo placar de 3 sets a 1. No jogo de volta, foi superado pelos anfitriões no tie-break, forçando a decisão do título ao golden set, onde sagrou-se campeão ao vencer o set decisivo por 15 a 12.
Em sua segunda temporada na primeira divisão francesa após a ascensão em 2022, o Saint-Nazaire terminou a fase classificatória da Marmara SpikeLigue de 2023–24 na sétima colocação, avançando para os playoffs com a penúltima vaga. Após eliminar o Nantes Rezé MV nas quartas de final com três vitórias consecutivas, o SNVB alcançou a primeira final do Campeonato Francês de sua história ao derrotar o Tourcoing LM nas semifinais (2–1 no agregado na série "melhor de três"). Perante o Tours Volley-Ball – maior campeão do voleibol francês – o clube da cidade de Saint-Nazaire saiu na frente nas finais ao vencer a partida de ida jogando em casa, pelo placar de 3 sets a 1. No jogo de volta, foi superado pelos anfritriões no tie break, forçando a decisão do título ao golden set, onde sagrou-se campeão ao vencer o set decisivo por 15 a 12.

## Títulos
Campeonato Francês
- Campeão: 2023–24

 Supercopa Francesa
- Vice-campeão: 2024

 Campeonato Francês - Ligue B
- Campeão: 2012–13, 2021–22
- Vice-campeão: 1988–89, 2018–19, 2020–21

 Campeonato Francês de Elite
- Campeão: 2003–04

## Elenco atual
Atletas selecionados para disputar a temporada 2023–24.
| Camisa                     | Nome             | Altura (m) | Posição    |
| -------------------------- | ---------------- | ---------- | ---------- |
| 1                          | Jordan Ewert     | 1,94       | Ponteiro   |
| 2                          | Titouan Hallé    | 1,96       | Ponteiro   |
| 3                          | Nicolas Burel    | 2,00       | Central    |
| 4                          | Helder Spencer   | 2,00       | Central    |
| 5                          | Kyle Ensing      | 2,01       | Oposto     |
| 6                          | Henri Léon       | 2,04       | Oposto     |
| 10                         | Liam Varier      | 1,87       | Levantador |
| 11                         | Jordan Schnitzer | 1,98       | Central    |
| 12                         | Lourenço Martins | 1,95       | Ponteiro   |
| 13                         | Quinn Isaacson   | 1,88       | Levantador |
| 15                         | Audric Taramini  | 2,00       | Central    |
| 16                         | Ludovic Duée     | 1,92       | Líbero     |
| 18                         | Hugo Mortier     | 1,75       | Líbero     |
| 19                         | Ivan Zeljković   | 1,86       | Ponteiro   |
| Técnico: Roberley Leonaldo |                  |            |            |